# Lepetelloidea
Lepetelloidea là một liên họ ốc biển, là động vật thân mềm chân bụng sống ở biển, phân loại trong nhánh Vetigastropoda (theo Phân loại Động vật chân bụng (Bouchet & Rocroi, 2005). (trước đây thuộc bộ Cocculiniformia.)

## Các họ
Các họ trong liên họ này gồm:
- Addisoniidae
- Bathyphytophilidae
- Caymanabyssiidae
- Cocculinellidae
- Lepetellidae Dall, 1881
  - Choristellinae - theo phân loại Động vật chân bụng (Bouchet & Rocroi, 2005), các loài này thuộc họ Choristellidae đã bị giáng cấp thành Choristellinae.
- Osteopeltidae
- Pseudococculinidae
- Pyropeltidae